# Мю
Μ, μ (название: мю, греч. μι, др.-греч. μῦ) — 12-я буква греческого алфавита. В системе греческой алфавитной записи чисел имеет числовое значение 40. Происходит от финикийской буквы 𐤌 — мем. От буквы мю произошли латинская буква M и кириллическая М.
Новогреческое название — ми (μι [miː]).

## Применение в обозначениях
Строчная буква μ широко используется во многих отраслях науки, в отличие от заглавной Μ, которая совпадает по написанию с латинской или кириллической буквами.

### В математике
- Функция Мёбиуса μ(x) в теории целых чисел
- Интегрирующий множитель в обыкновенных дифференциальных уравнениях
- Математическое ожидание μX (также с помощью заглавной MX) в теории вероятностей
- Мера в теории меры
- Бифуркационный параметр в теории динамических систем

### В физике
- Коэффициент сухого трения
- Магнетон Бора
- Динамическая вязкость или коэффициент вязкого трения в гидрогазодинамике
- Приведённая масса в задаче о столкновении двух тел
- Магнитная проницаемость в электромагнетизме
- {\displaystyle \mu _{0}} — магнитная постоянная
- Коэффициент Пуассона в теории упругости (см. также ν)
- Элементарная частица, называемая мюон
- Химический потенциал системы или её части
- Параметр Ламе в теории упругости
- Международное обозначение дольной приставки СИ микро-, означающей уменьшение единицы измерения в миллион раз
- В термодинамике часто используется для обозначения молярной массы вещества;
- В электронике — предельный коэффициент усиления по напряжению

### В информатике
- Логотип BitTorrent-клиента μTorrent